# Australphilus montanus
Australphilus montanus är en skalbaggsart som beskrevs av Watts 1978. Australphilus montanus ingår i släktet Australphilus och familjen dykare. Inga underarter finns listade i Catalogue of Life.